# أرتور دا كوستا إي سيلفا
المارشال أرتور دا كوستا إي سيلفا (بالبرتغالية: Artur da Costa e Silva) هو رئيس البرازيل للفترة 1967–1969. خلف المارشال هومبرتو كاستيلو برانكو دي إلينكار في المنصب. توترت صحته فجاء للحكم بعده مجلس حكم عسكري حكم البرازيل حتى تولى الجنرال إميليو غاراستازو ميديسي منصب الرئاسة.

## روابط خارجية
- أرتور دا كوستا إي سيلفا على موقع مونزينجر (الألمانية)